# Бартошак, Патрик
Патрик Бартошак (чеш. Patrik Bartošák; род. 29 марта 1993, Копршивнице, Североморавский край) — чешский хоккеист, вратарь клуба «Маунтфилд» из Градец-Кралове. Игрок сборной Чехии.

## Биография
Родился в Копршивнице 29 марта 1993 года. Воспитанник системы хоккейного клуба «Витковице», выступал за команду в юношеских соревнованиях Чехии. Чемпион Чехии по хоккею с шайбой среди игроков не старше 20 лет. Также выступал за молодёжные клубы «Копршивнице», «Фридек-Мистек» и «Поруба». В 2011 году перешёл в команду Западной хоккейной лиги «Ред-Дир Ребелз». В составе клуба провёл три сезона, провёл 155 встреч.
В 2013 году на драфте НХЛ был выбран командой «Лос-Анджелес Кингз». С 2014 по 2016 год выступал в Американской хоккейной лиге за команду «Манчестер Монаркс», в её составе стал обладателем Кубка Колдера в 2015 году.
В 2016 году вернулся в Чехию, где провёл 13 матчей за «Витковице» в экстралиге, а также 2 матча во второй лиге за команду «Шумперк». В следующем сезоне дебютировал за «Витковице» в Лиге чемпионов.
1 мая 2019 года подписал двухлетний контракт с чешским клубом «Оцеларжи Тршинец». В ноябре 2019 года Бартошак прервал свою карьеру в связи с проблемами личного характера. В январе 2020 года перешёл в шведский клуб МОДО. Сезон 2020/21 провёл в составе финского «Пеликанс».
В июне 2021 года подписал контракт с хабаровским «Амуром».
Выступал за молодёжную сборную Чехии на чемпионате мира 2013 года. В 2018 году был в составе сборной Чехии на Олимпийский играх в Пхёнчхане. На чемпионате мира 2019 года отыграл 6 матчей. На обоих турнирах чешская сборная заняла 4 место, остановившись в шаге от медалей.

## Достижения

### Командные
- Обладатель Кубка Колдера 2015

### Личные
- Лучший вратарь Канадской хоккейной лиги 2013
- Обладатель Дел Уилсон Трофи 2013 (приз лучшему вратарю сезона в Западной хоккейной лиге)
- Лучший вратарь чешской Экстралиги 2018 (93.3), 2019 (93.5) и 2020 (93.2) по проценту отражённых бросков

## Статистика
Обновлено на конец сезона 2020/2021
Всего за карьеру провёл 451 игру (в чешской Экстралиге — 176, в Западной хоккейной лиге — 155, в чемпионате Финляндии — 46, в АХЛ — 35, в сборной Чехии — 18, в чемпионате Швеции — 9, в Лиге чемпионов — 8, в чешской первой лиге — 2, в хоккейной лиге Восточного побережья — 2)

## Семья
Женат на Доминике Мужиковой, у них есть сын Дамиан, родившийся 11 мая 2019 года.
Является племянником известного чешского хоккеиста Радека Бонка.
Братья, Рене Бартошак (20.11.1991) и Дарек Бартошак (18.12.2003) также хоккеисты.